# Мамоново (Кардымовский район)
Мамо́ново — деревня в Кардымовском районе Смоленской области России. Входит в состав Соловьёвского сельского поселения. Население — 34 жителя (2015 год). 
Расположена в центральной части области в 12 км к северо-востоку от Кардымова, в 2,5 км севернее автодороги Р134 «Старая Смоленская дорога» Смоленск — Дорогобуж — Вязьма — Зубцов, на берегу реки Лосьмена. В 11 км северо-западнее деревни расположена железнодорожная станция Присельская на линии Москва — Минск.

## История
В годы Великой Отечественной войны деревня была оккупирована гитлеровскими войсками в августе 1941 года, освобождена в сентябре 1943 года.